# Стипе Миочич
Степан (Стипе) Миочич (на английски: Stipe Miocic) е американски професионален ММА боец, бивш състезател по бейзбол, парамедик в противопожарна служба от хърватски произход.
Миочич е настоящ световен шампион в тежка категория на шампионата UFC, след като в галавечер UFC 241 на 17 август 2019 г. печели с нокаут в четвърти рунд тогавашният шампион Даниел Кормие, ставайки за втори път в своята кариера шампион при най-тежките, като и 3 пъти е защитавал своята титла. Считан е от мнозина за най-добрия бял ММА боец от тежка категория в историята на UFC.

## Ранни години
Първото му име Стипе е умалително от Степан. Роден е в семейството на имигрантите от Хърватия Кати и Боян Миочич на 19 август 1982 г. Израства в град Юклид, щата Охайо. Баща му произхожда от град Ртина, докато майка му е от Четинград. Родителите му се разделят, когато е още дете, като той продължава да живее с майка си.
Още от детството майка му го насърчава да се занимава активно със спорт. Миочич играе активно бейзбол и футбол в гимназията Ийстлейк.
Привлича интерес от няколко бейзболни отбори в Основната лига, докато е в Кливландския държавен университет и по-късно в университета Теревека Назарейн в Нешвил, Тенеси. В Тревека Миочич учи специалност „Комуникационни изследвания“. Член е на колежанския бейзболен отбор, постига 344 точки в 7 двубоя, като с тима на Троянците спечелва редовния сезон през 2005 г.
Още като студент, през 2005 г., е използван като спарнинг партньор при подготовката на Дан Бобиш в ММА център в град Индипендънс, Охайо. Тогава Миочич тренира разни спортове (борба, бейзбол). Завръща се да тренира отново, след като завършва образование за парамедици в местния колеж Куяхога.
Първоначално тренира в стил ММА, но скоро започва да се занимава основно с бокс. Треньорът му Маркус Маринели разказва, че има сериозен потенциал – макар да тренира само от няколко месеца, той побеждава боксьори с много по-дълъг опит. След 8 месеца тренировки прави опит да се бие в мач за титлата в турнира „Златните ръкавици на Кливланд“, но достига само до четвъртфинал. Миочич започва кариерата си в ММА, печелейки първите си 6 двубоя с нокаут. Първоначално се бори в шампионата на NAAFS, където печели шампионата в тежка категория.